# Alerte atomique (Buck Danny)
Alerte atomique est la trente-quatrième histoire de la série Les Aventures de Buck Danny de Jean-Michel Charlier et Victor Hubinon. Elle est publiée pour la première fois dans le magazine Spirou du no 1426 au no 1458. Puis elle est publiée sous forme d'album en 1967.

## Résumé
Une énorme tornade s’abat soudainement sur la mer des Caraïbes alors que se déroulent de grandes manœuvres aéronavales américaines. Tentant de s’échapper pour rejoindre le Panama, un bombardier North American A-5 Vigilante – porteur d’une bombe atomique tactique - s’écrase au sol dans la jungle du Mantegua, en Amérique du Sud. Panique générale dans les plus hautes sphères des États-Unis… surtout que l’engin nucléaire, qui n'a pas explosé, a été récupéré par des soldats du général Diaz.
Diaz est le chef de la rébellion qui s'est organisée pour renverser le général Gutteriez, président du Mantegua. La découverte de cette bombe est une véritable bénédiction pour Diaz, dont les troupes ont été rejetées dans la jungle. Seul un pont aérien mené par des pilotes mercenaires et dirigé par un certain Guenther lui permet encore d’avoir des contacts avec le monde extérieur. Pour Diaz, l’engin atomique est l’arme de la dernière chance. Son utilisation pourrait, d’un seul coup, renverser la situation. Il décide ainsi d’anéantir Tolusco, le quartier général de président, bâti à flanc de montagne dans une zone très difficile d’accès.
Pour ce faire, Diaz a besoin de pilotes chevronnés dont il monnayera les services à prix d’or. Le colonel Peralta, son adjoint, est chargé du recrutement dont les modalités parviennent bientôt aux « oreilles » du Pentagone où il est décidé de faire échouer le projet de Diaz. Trois pilotes mercenaires sont discrètement enlevés et remplacés par Buck Danny, Tumbler et Sonny.
Appréciés de Peralta, chargés d’effectuer un raid d’essai sur Tolusco pendant lequel Buck serait en mesure de s’emparer de la bombe, leur avion est attaqué par la chasse gouvernementale avertie par le forban Guenther qui compte « jouer » sur deux tableaux. Nos amis parviendront-ils à s’échapper ? et dans quelles conditions ?… Sauront-ils faire échouer le plan machiavélique ourdi par Diaz ?

## Contexte historique
Cette aventure évoque les révolutionnaires nicaraguayens et la dictature du Nicaragua (dont le nom de la capitale Managua ressemble au nom du pays imaginaire Mantegua et le nom  Gutiérrez qui devient président du Nicaragua en 1967 est à rapprocher du général Gutteriez, président du Mantegua).
En 1956, après la mort par balles du président Somoza García, ses deux fils prennent la tête du Nicaragua. Luis Somoza Debayle devint le chef de l’État, mais Anastasio Somoza Debayle tient en coulisse les rênes du pouvoir en tant que chef de la Garde nationale. Ses positions anticommunistes lui valent le soutien des États-Unis.
En 1959, la révolution cubaine renforce les révolutionnaires nicaraguayens. Sa réussite est une source d'espoir et d'inspiration pour ces derniers, ainsi qu'une source de financement et d'armement. Les marxistes, basés au Costa Rica, forment le Front de libération nationale sandiniste (Frente Sandinista de Liberacion Naciona, FSLN), se rattachant à la lignée du légendaire Augusto César Sandino. Les frères Somoza appuyés par les États-Unis réussissent à réprimer l'insurrection.
Le président Luis Somoza Debayle, sous la pression des insurgés, annonce la tenue d'élections nationales en février 1963. Les réformes électorales prévoient l'adoption du vote à bulletin secret ainsi que la supervision de la part d'une commission électorale. Luis introduit également dans la Constitution un amendement empêchant tout membre de sa famille de lui succéder. L'opposition est très sceptique face aux promesses du président. Ils ont finalement raison car Anastasio Somoza Debayle succède indirectement à son frère après sa mort des suites d'une crise cardiaque, en 1967. En effet, le véritable successeur de Luis, René Schick Gutiérrez est considéré à juste titre comme le pantin de Anastasio Somoza Debayle.
En 1978, le pays bascule dans la guerre civile. Des grèves de protestation, exigeant la fin de la dictature sont organisées. Les sandinistes intensifient leurs actions et s'emparent de León.
Devant l'impopularité des Somoza, les États-Unis décident de lui retirer leur appui. Cette tactique échoue car Somoza conserve son influence sur le pays à travers la Garde nationale qui multiplie les exactions. Mais le 19 juillet 1979, les sandinistes entrent dans Managua. L'exécution par la Garde nationale du journaliste américain d'ABC Bill Stewart, diffusée aux États-Unis, fait basculer les médias et l'opinion américaine. Finalement, Jimmy Carter refuse l'aide militaire que Somoza demandait. Ce dernier quitte le pays avec sa famille.

## Avions
Cette histoire fait apparaître les avions embarqués sur le porte-avions USS Enterprise : des Vought F-8B Crusader, un North American A-5A Vigilante porteur de bombe nucléaire, trois RA-5C Vigilante.

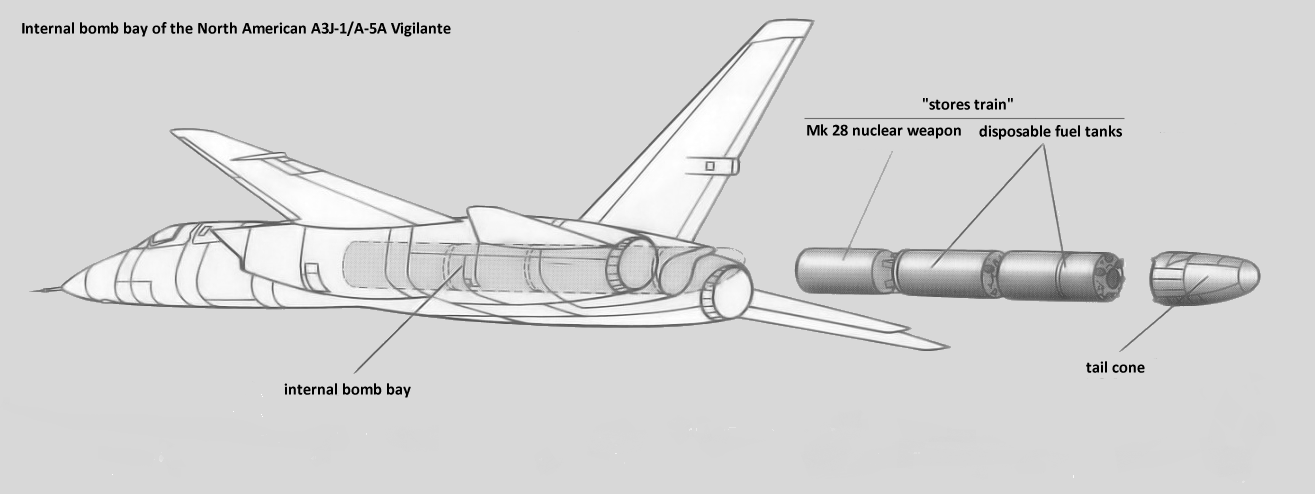
Soute interne contenant la bombe nucléaire non-carénée Mark 28 et deux réservoirs à carburant éjectables.

On y voit un North American A-5A Vigilante portant un objet cylindrique rouge ressemblant à un réservoir largable dans une soute située sous la carlingue de l'appareil, et présenté comme étant une bombe atomique. En réalité l'ogive thermonucléaire portée par l'A-5A était la B28IN de forme cylindrique, non-carénée, et portée dans une soute spéciale isolée du restant de l'appareil dont la sortie se situait à l'arrière de l'avion entre les deux tuyères de réacteur.
Sont également présents :
- Vertol CH-46 Sea Knight
- Lockheed HC-130H Hercules ; désigné par erreur "C-141" (planche AA22.A., case B1), modèle équipé du système de récupération surface-air Fulton (STARS)
- Grumman C-1 Trader
- Max-Holste MH-1521 Broussard
- Douglas C-47B Skytrain
- Saab J 29 Tunnan
- SNCASO SO.4050 Vautour IIB (n'apparaît que dans la planche AA35,A ; les « deux bombardiers » cités dans les dialogues deviennent deux B-26 Marauder dans le reste de l'histoire).
- Martin B-26B Marauder
- Hawker Hunter